# AS Livorno Calcio
Associazione Sportiva Livorno Calcio je talijanski nogometni klub iz toskanskog grada Livorna.
Klub je utemeljen 1915. godine. 2009./2010. su igrali u Serie A, no zauzeli su 20. mjesto i ispali iz lige. Klupske boje su tamnocrvena i kestenjasta (amaranto na talijanskom, od čega je i klupski nadimak).
Najveći klupski uspjeh je 2. mjesto u sezoni 1942./1943. U to su vrijeme bili glavni suparnici s Torinom. Klub igra domaće utakmice na stadionu Armando Picchi koji može primiti 18.200 gledatelja.
Poznati igrači u Livornu su:
- ganski reprezentativac Samuel Kuffour u sezoni 2006./2007. kad je bio na posudbi iz Rome
- hrvatski reprezentativac Dario Knežević, u kojem igra od 2006.
- španjolski reprezentativac Diego Tristán, za kojeg je igrao 2007./2008.

Navijači Livorna pripadaju političkoj ljevici. U sukobu su s Ultrasima milanskog Intera.

## Vanjske poveznice
- Il sito ufficiale dell'A. S. Livorno Calcio  Arhivirana inačica izvorne stranice od 22. kolovoza 2020. (Wayback Machine) (it.)